# Leea tetramera
Leea tetramera är en vinväxtart som beskrevs av Brian Laurence Burtt. Leea tetramera ingår i släktet Leea och familjen vinväxter. Inga underarter finns listade i Catalogue of Life.